# Boarmia delika
Boarmia delika är en fjärilsart som beskrevs av Swinhoe 1902. Boarmia delika ingår i släktet Boarmia och familjen mätare. Inga underarter finns listade i Catalogue of Life.